# Grikor Harutiunian
Grikor Harutiunian (orm. Գրիգոր Հարությունյան, ur. 7 listopada 1900 w Telawi, zm. 9 listopada 1957 w Tbilisi w Gruzińskiej SRR) – radziecki i armeński polityk, I sekretarz KC Komunistycznej Partii (bolszewików) Armenii w latach 1937-1953.
Podczas nauki w szkole średniej związał się z ruchem socjalistycznym, 1920 aresztowany za działalność wywrotową, po agresji Rosji sowieckiej na Gruzję i Armenię i podbiciu ich w 1921 został kierownikiem propagandy w powiatowym komitecie Komunistycznej Partii (bolszewików) Gruzji w Telawi. 1922-1924 studiował w Instytucie Ludowej Gospodarki im. Karola Marksa w Moskwie, później wrócił do Gruzji i pracował w Ludowym Komisariacie Inspekcji Robotników Rolnych. Zastępca kierownika Centralnej Komisji Kontroli KC KP(b)G. Od 1931 członek Sekretariatu KC KP(b)G, od 1934 sekretarz Miejskiego Komitetu KP(b)G w Tbilisi. Równocześnie działał w Komunistycznej Partii (bolszewików) Armenii. Od 23 września 1937 do 28 listopada 1953 I sekretarz KC KP(b)A. 1939-1952 kandydat na członka KC WKP(b), 1952-1954 członek KC KPZR. Deputowany do Rady Najwyższej ZSRR od 1 do 3 kadencji.

## Odznaczenia
- Order Lenina (czterokrotnie)
- Order Czerwonego Sztandaru Pracy (dwukrotnie)
- Order Wojny Ojczyźnianej I klasy